# Dante Ferretti
Dante Ferretti (Macerata, 26 februari 1943) is een Italiaanse production designer, artdirector en kostuumontwerper. Hij begon zijn loopbaan als de production designer van onder meer Pier Paolo Pasolini en Federico Fellini. Sinds de jaren 80 is hij ook in Hollywood actief en werkt hij regelmatig samen met Martin Scorsese. Hij won samen met zijn collega en echtgenote Francesca Lo Schiavo drie Academy Awards.

## Carrière

### Film
Dante Ferretti werd tijdens de Tweede Wereldoorlog geboren in Italië, als de zoon van een meubelmaker. Hij studeerde aan de kunstacademie en begon zijn loopbaan als de assistent van production designer Aldo Tomassini-Barbarossa. Later assisteerde hij Luigi Scaccianoce, met wie hij in de jaren 60 samenwerkte aan drie filmproducties van cineast Pier Paolo Pasolini: Het evangelie volgens Matteüs (1964), Uccellacci e uccellini (1966) en Edipo re (1967). In 1969 volgde Medea van Pasolini, de eerste film waaraan Ferretti als zelfstandig production designer – en dus niet langer als assistent – meewerkte. Ook voor al zijn volgende films rekende Pasolini op de medewerking van zijn landgenoot.
In de volgende decennia werkte Ferretti in eigen land samen met verscheidene bekende regisseurs, waaronder Elio Petri, Marco Ferreri, Luigi Comencini, Ettore Scola en Franco Zeffirelli. Eind jaren 70 werd Ferretti ook door de bekende cineast Federico Fellini ingeschakeld als production designer. De twee werkten samen aan Prova d'orchestra (1978), La città delle donne (1980), E la nave va (1983), Ginger e Fred (1985) en La voce della luna (1990). Al snel bleken Ferretti's ontwerpen en decors erg geschikt voor de droomachtige wereld die Fellini in zijn films voor ogen had. De production designer beweerde later dat Pasolini en Fellini zijn twee mentors waren en dat die laatste hem leerde om groot te denken.
Vanaf de jaren 80 begon Ferretti ook mee te werken aan internationale filmproducties en schakelde hij regelmatig de hulp in van zijn echtgenote en setontwerpster Francesca Lo Schiavo. In 1986 werkten Ferretti en Lo Schiavo mee aan The Name of the Rose, Jean-Jacques Annauds verfilming van de gelijknamige roman van Umberto Eco. Twee jaar later was het duo ook verantwoordelijk voor het production design van The Adventures of Baron Munchausen van de Britse regisseur Terry Gilliam. Voor die avonturenfilm werden Ferretti en Lo Schiavo voor de eerste keer genomineerd voor een Academy Award. In 1990 ontwierpen ze de sets van Zeffirelli's Hamlet. De prent leverde hen voor het tweede jaar op rij een Oscarnominatie op.
Begin jaren 80 ontmoette Ferretti, die toen net meegewerkt had aan La città delle donne, voor het eerst de Amerikaanse regisseur Martin Scorsese, die als grote bewonderaar van Fellini regelmatig een bezoek bracht aan de Italiaanse cineast. Het kostuumdrama The Age of Innocence (1993) werd Ferretti's eerste samenwerking met Scorsese. De prent, die zich afspeelde in het New York van de 19e eeuw, leverde hem een derde Oscarnominatie op. Nadien verzorgde hij het ook het production design voor Casino (1995), Kundun (1997) en Bringing Out the Dead (1999) van Scorsese. Voor Kundun ontwierp hij ook de kostuums. Voor Gangs of New York (2002), zijn vijfde samenwerking met Scorsese, keerde hij terug naar zijn geboorteland. In de filmstudio Cinecittà in Rome bouwde Ferretti een reusachtige set die de Five Points in New York representeerde.
Hoewel Ferretti's werk in onder meer Interview with the Vampire (1994) en Cold Mountain (2003) eveneens geprezen werd, duurde het tot 2004 alvorens hij zijn eerste Academy Award wist te winnen. The Aviator, zijn zesde samenwerking met Scorsese, speelde zich af in de film- en luchtvaartindustrie van de periode 1920 tot 1947. De biografische film leverde zowel Ferretti als zijn echtgenote Lo Schiavo een eerste Oscar op.
In 2008 ontwierp Ferretti victoriaanse decors voor Sweeney Todd: The Demon Barber of Fleet Street van regisseur Tim Burton. De duistere musicalfilm bezorgde Ferretti en zijn echtgenote een tweede Oscar. In de daaropvolgende jaren werkte de Italiaan opnieuw samen met Scorsese. Eerst ontwierp hij de sets voor de thriller Shutter Island (2010), nadien bouwde hij de decors voor de fantasierijke 3D-film Hugo. Voor die laatste film ontwierp hij onder meer een Frans treinstation uit de jaren 1930 en reconstrueerde hij de sets en studio van filmpionier Georges Méliès. Het leverde zowel Ferretti als zijn echtgenote een derde Oscar op.

### Overige projecten
In 2012 ontwierp hij ook het interieur van Salumeria Rosi Parmacotto, een Italiaans restaurant in New York. Hij gebruikte voor de zaak onder meer Romeinse standbeelden en fresco's van de Pompeiaanse stijl.
In 2005 was Ferretti juryvoorzitter op het filmfestival van Venetië.
In 2008 ontwierp hij de set voor Howard Shores operaversie van The Fly (1986). Daarnaast was Feretti ook verantwoordelijk voor het ontwerp van het themapark Cinecittà World in Rome. Het park werd in juli 2014 geopend.

## Prijzen en nominaties
Academy Award:
1990 – The Adventures of Baron Munchausen (art decoration-set decoration) (genomineerd)
1991 – Hamlet (art decoration-set decoration) (genomineerd)
1994 – The Age of Innocence (art decoration-set decoration) (genomineerd)
1995 – Interview with the Vampire: The Vampire Chronicles (art decoration-set decoration) (genomineerd)
1998 – Kundun (art decoration-set decoration) (genomineerd)
1998 – Kundun (kostuums) (genomineerd)
2003 – Gangs of New York (art decoration-set decoration) (genomineerd)
2005 – The Aviator (art direction) (gewonnen)
2008 – Sweeney Todd: The Demon Barber of Fleet Street (art direction) (gewonnen)
2012 – Hugo (art direction) (gewonnen)
BAFTA Award:
1990 – The Adventures of Baron Munchausen (production design) (gewonnen)
1994 – The Age of Innocence (production design) (genomineerd)
1995 – Interview with the Vampire: The Vampire Chronicles (production design) (gewonnen)
2003 – Gangs of New York (production design) (genomineerd)
2004 – Cold Mountain (production design) (genomineerd)
2005 – The Aviator (production design) (gewonnen)
2012 – Hugo (production design) (gewonnen)

## Filmografie

### Als production designer
| - Medea (1969) - Il Decameron (1971) - La classe operaia va in paradiso (1971) - Io non vedo, tu non parli, lui non sente (1971) - I racconti di Canterbury (1972) - Sbatti il mostro in prima pagina (1972) - Storie scellerate (1973) - Delitto d'amore (1974) - Il fiore delle Mille e una notte (1974) - Mio Dio, come sono caduta in basso! (1974) - Salò o le 120 giornate di Sodoma (1975) - Todo modo (1976) - Il mostro (1977) - Casotto (1977) - Il gatto (1977) |  | - La presidentessa (1977) - Ciao maschio (1978) - Prova d'orchestra (1978) - Eutanasia di un amore (1978) - La città delle donne (1980) - Il minestrone (1981) - La pelle (1981) - Storie di ordinaria follia (1981) - La Nuit de Varennes (1982) - Oltre la porta (1982) - E la nave va (1983) - Desiderio (1984) - Le Bon Roi Dagobert (1984) - Il futuro è donna (1984) - Pianoforte (1984) |  | - Ginger e Fred (1986) - The Name of the Rose (1986) - The Adventures of Baron Munchausen (1988) - Lo zio indegno (1989) - La voce della luna (1990) - Dr. M (1990) - Hamlet (1990) - The Age of Innocence (1993) - Interview with the Vampire: The Vampire Chronicles (1994) - Casino (1995) - Kundun (1997) - Meet Joe Black (1998) - Bringing Out the Dead (1999) - Titus (1999) - Gangs of New York (2002) |  | - Cold Mountain (2003) - The Aviator (2004) - The Fine Art of Love: Mine Ha-Ha (2005) - The Black Dahlia (2006) - Sweeney Todd: The Demon Barber of Fleet Street (2007) - Shutter Island (2010) - Hugo (2011) - Seventh Son (2014) - Cinderella (2015) - Silence (2016) |

### Als assistent-production designer
- Het evangelie volgens Matteüs (1964)
- Il compagno don Camillo (1965)
- Uccellacci e uccellini (1966)
- Operazione San Gennaro (1966)
- Edipo re (1967)
- Lo sbarco di Anzio (1968)
- Meglio vedova (1968)
- Satyricon (1969)

### Als setontwerper
- Gli imbroglioni (1963)
- Oggi, domani, dopodomani (segment "La moglie bionda") (1965)
- El Greco (1966)
- I bastardi (1968)

### Als kostuumontwerper
- Mio Dio, come sono caduta in basso! (1964)
- Kundun (1997)